# Schloss Randau
Koordinaten: 52° 3′ 30,8″ N, 11° 43′ 40,5″ O

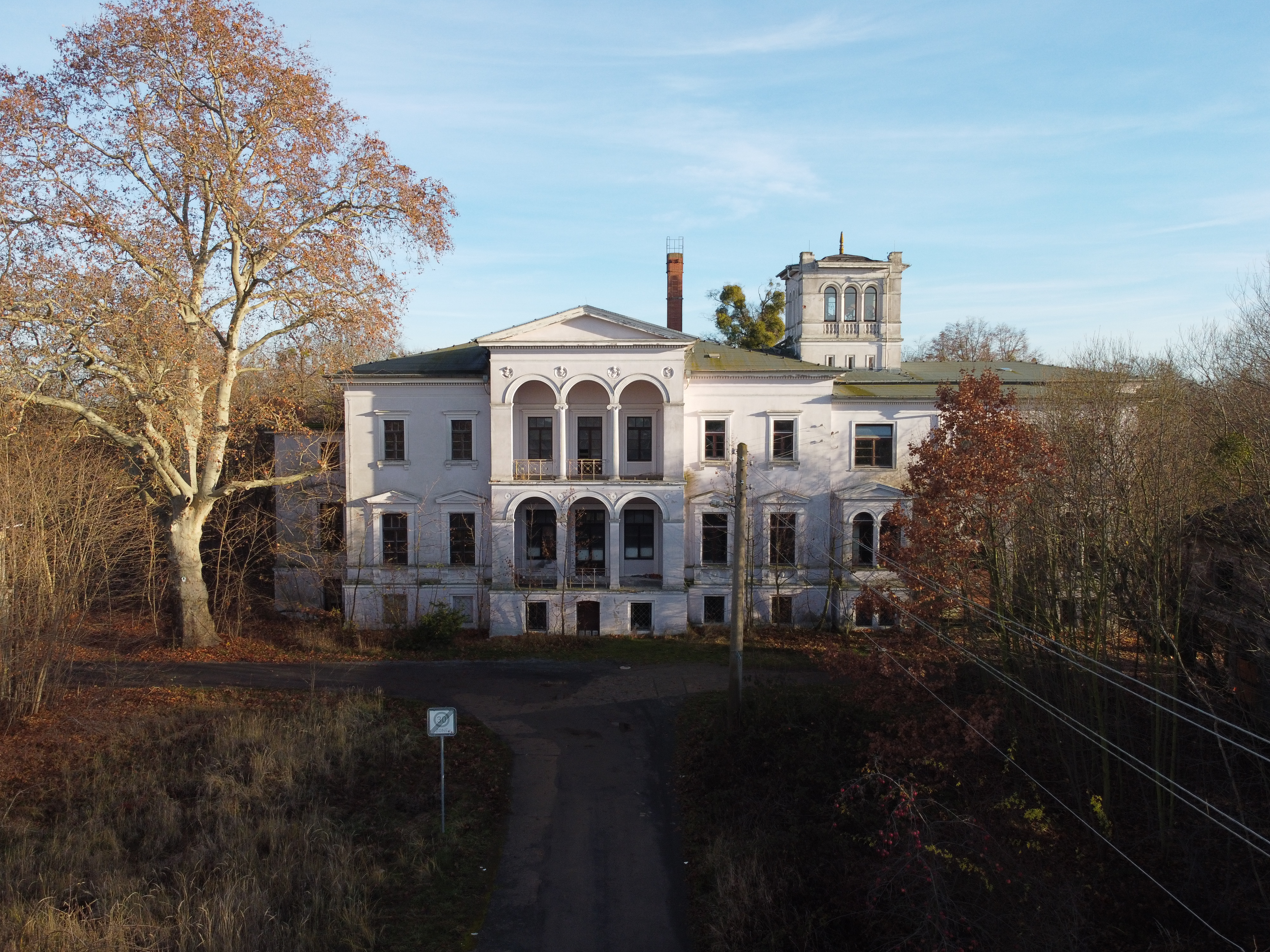
Schloss Randau in der Zufahrt (Luftbild)

Das Schloss Randau ist ein schlossähnliches Gutshaus im Magdeburger Stadtteil Randau-Calenberge.

## Frühgeschichte – Burg und Ritter von Randau
Bereits in der mittleren Steinzeit um 5000–4000 v. Chr. war die Talsandinsel nördlich von Randau besiedelt. Lesefunde auf dem "Göbs" aus der Zeit um 600 bis 800 n. Chr. könnten von einer slawischen Siedlung um einen Burgwall stammen.
Nach einer Zerstörung besiedelte Kaiser Friedrich Barbarossa den „Elbenauer Werder“ um 1160 mit niederländischen Kolonisten. Auf dieser großen Insel zwischen Stromelbe und Alter Elbe im Südosten Magdeburgs befand sich die strategisch wichtige Burg Randau, die in einem Vergleich vom 28. Mai 1236 zwischen dem Kloster Unser Lieben Frauen und Iwan von Dornburg erstmals urkundlich erwähnt wird. Als Zeuge wird dort Thegenardus von Randowe genannt, der vermutlich einer der ersten Besitzer der Burg zu Randau auf dem Göbs war. Wie lange diese Burg schon bestand und ob sie aus der slawischen Siedlung oder dem Burgwall hervorgegangen ist, ist nicht nachvollziehbar.

Siegel Arnold von Randow von 1367

Im späten 13. Jahrhundert unternahmen die Herren von Randau während einer Fehde des magdeburgischen Adels mit dem Erzbischof und Landesherren von Magdeburg von hier aus Raubzüge und Plünderungen in der Umgebung und bedrohten auch die Elbschifffahrt. 1297 eroberten daraufhin die Truppen der nahe gelegenen Hansestadt Magdeburg die Burg und zerstörten sie. Die Magdeburger Schöppenchronik erwähnt die Zerstörung nur mit einem Satz: „bi sinen tiden wunnen dusse borger dat hus to Randauwe und breken dat und vorstordent“ [= zu seinen (des Erzbischofs Burchard II.) Zeiten eroberten diese Bürger das Haus zu Randau und zerstörten es]. Darüber gibt es die anschauliche Sage von der Ahnfrau der alten Burg Randau, die zu den schönsten Heimatsagen der Magdeburger Gegend gehört.
Noch im 18. Jahrhundert sah man angeblich in Randau die Spuren der Burg mit dreifachem Grabensystem, einer großen Kirche mit Kreuzgang und mehrerer Gebäude. Reste der Burg sind bis heute als Bodendenkmal „auf dem Göbs“ erhalten. (Für eine aktuelle Ansicht der Spuren der Burgruine Randau im Acker auf dem „Göbs“ siehe Weblinks)

## Randau unter Alvenslebenscher Herrschaft (1391–1850)

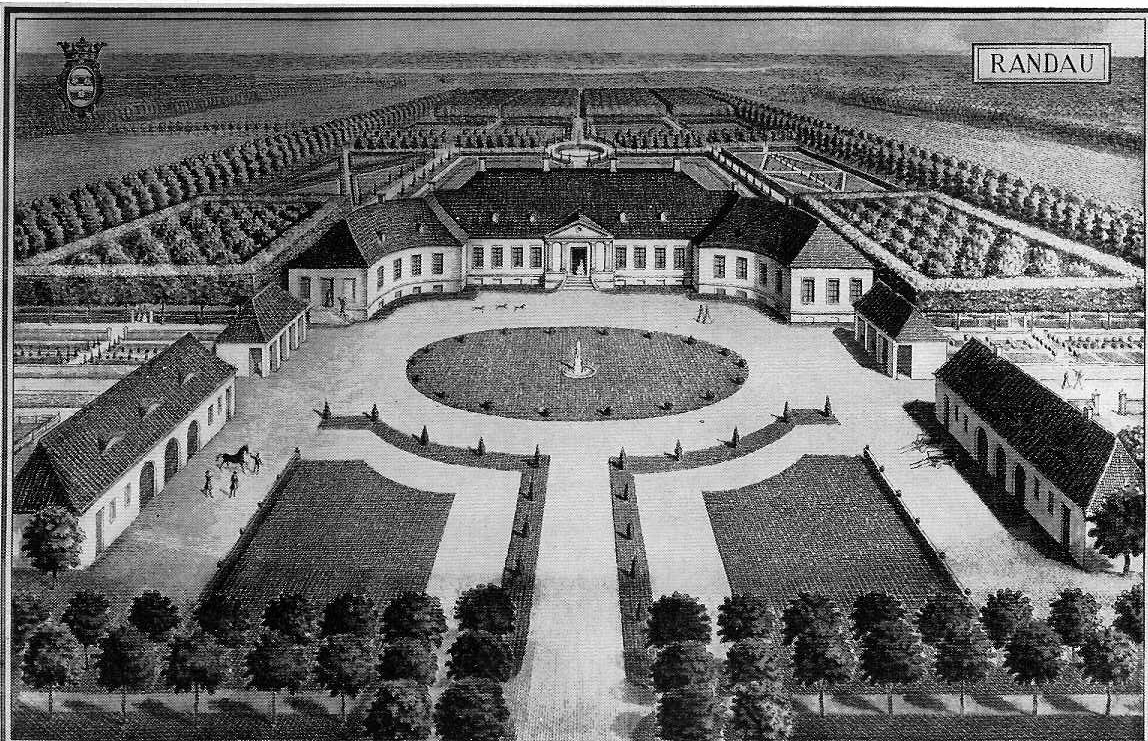
Gutshaus Randau um 1790, Zeichnung von Anco Wigboldus

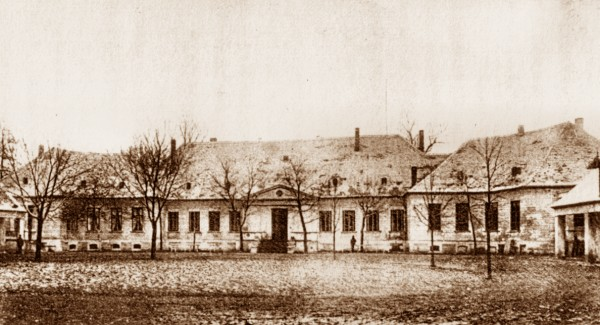
Gutshaus Randau um 1880

1391 wurden Burg und Gut Randau von den Alvensleben aus Rogätz als erzbischöfliches Lehen erworben. Als die Rogätzer Linie der Alvensleben 1553 ausstarb, fiel die Burg im Erbvergleich an Andreas von Alvensleben, der in Randau die Reformation einführte. Sein Großneffe Kuno von Alvensleben, Domherr zu Magdeburg, Gesandter des Erzstifts und Mitglied der gelehrten Fruchtbringenden Gesellschaft, entschloss sich nach 1609, ein neues Schloss zu errichten, das bereits 1631 mitsamt der Hauskapelle, der Magdeburger Domherren-Curie und einer kostbaren Bibliothek bei Zerstörung der Stadt durch Tilly den Flammen zum Opfer fiel. Von 1693 bis 1724 kommt das Rittergut durch eine Schuldforderung an den von Alvensleben mit allen zugehörigen Rechten und Gerechtsamen in den Besitz derer von Pfuel.
Erst der „Minister Alvensleben in London“, Johann Friedrich Karl von Alvensleben (1714–1795), verlegte den Gutshof nach 1742 weiter nach Süden (auf das Gebiet des heutigen Schlosses Randau), erbaute auf einer Anhöhe nach der Elbe zu wieder ein schönes neues Wohnhaus und umgab es – noch am Barock hängend – mit geometrischen Gartenanlagen. Sein Nachfolger, Gebhard Johann Achaz von Alvensleben, schuf den klassizistischen Mittelrisalit und fügte die Seitengebäude hinzu. Die übrigen Nutzbauten, Holländerei, Windmühle, Kolonistenhäuser, Werkwohnungen und das Predigerwitwenhaus gingen auf den Minister zurück. Er gab der Anlage in den Grundzügen ihre heutige Gestalt. Eine breite Allee in der Mittelachse war auf den Magdeburger Dom ausgerichtet. Durch Waldungen unterbrochen schweifte der Blick über die Elbarme ringsum. In der nächsten Generation ging es wirtschaftlich bergab: 1850 kam Randau zum Verkauf, und um 1880 erfolgte der Abbruch des Gutshauses. Große Teile des Grundbesitzes wurden von zwei Nachbesitzern veräußert und große Waldbestände abgeholzt.

## Randau im Besitz der Familie Hennige (1863–1928)

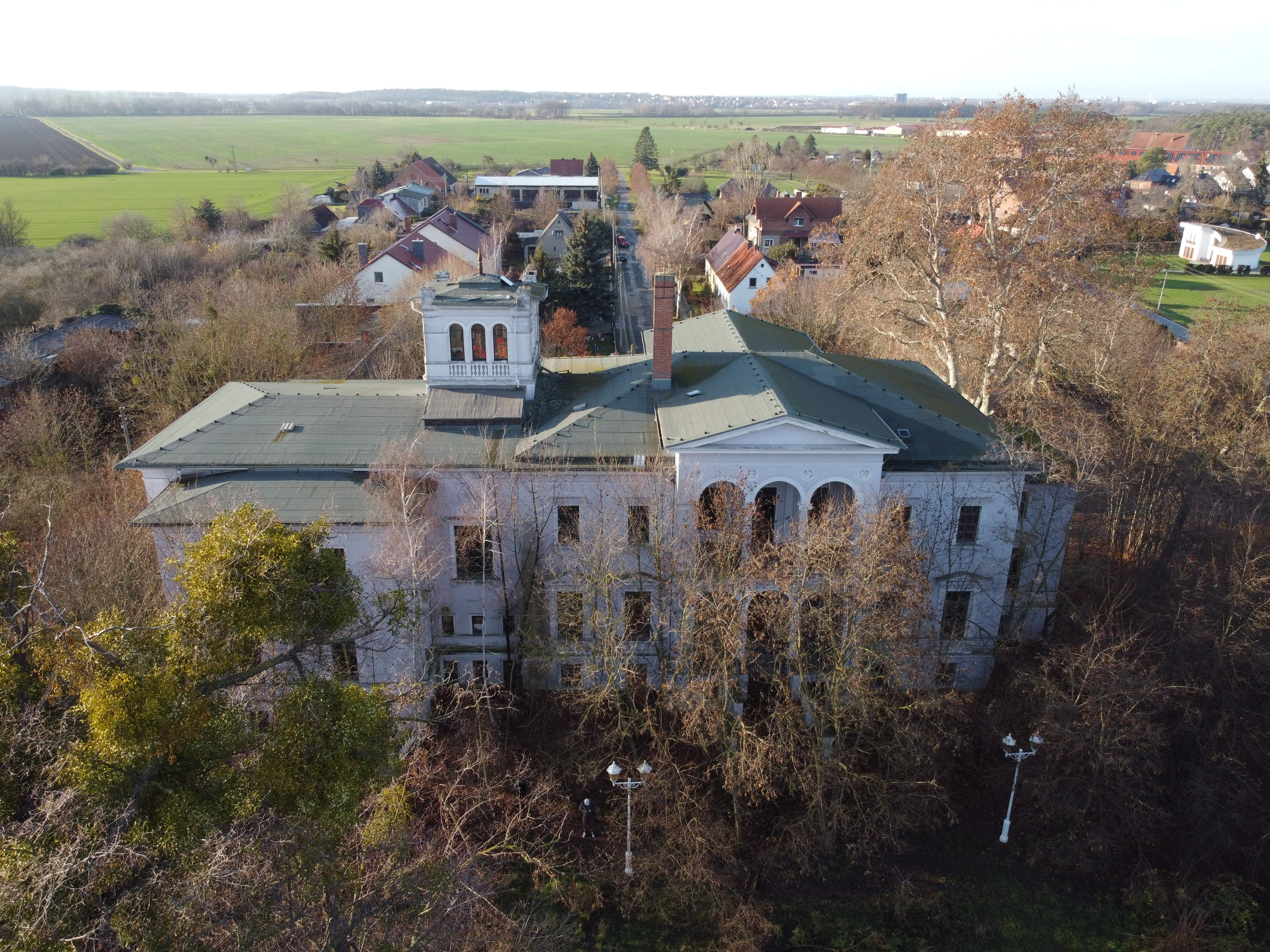
Parkseite des Schlosses Randau

Im Jahr 1863 wurde die als Rittergut bezeichnete Anlage an den Magdeburger Unternehmer und Kommerzienrat Paul Hennige verkauft.

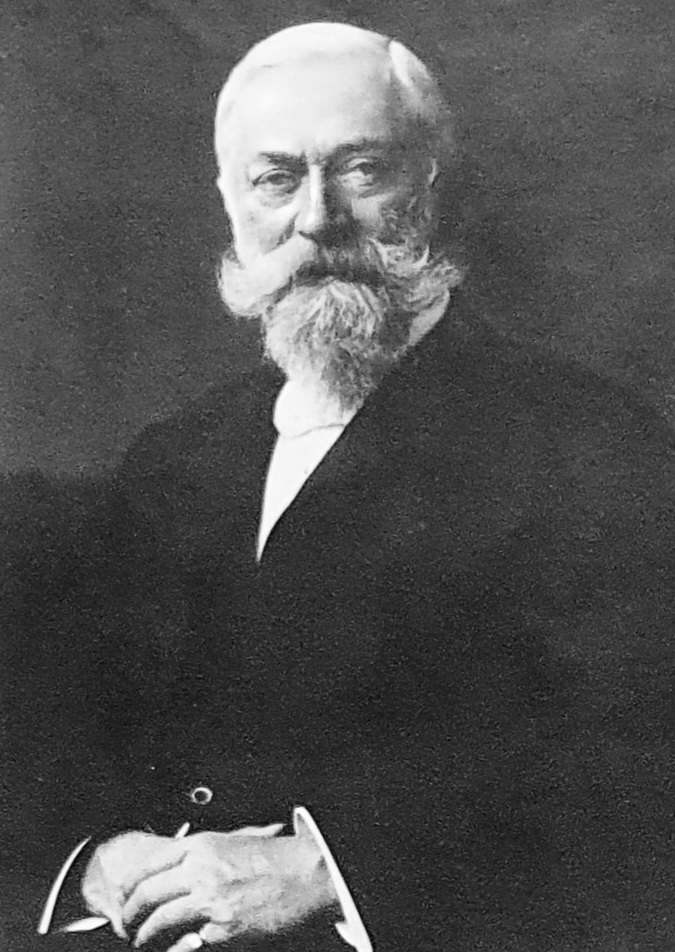
Paul Hennige

Hennige gelang es, den verlorenen Grundbesitz wieder hinzuzukaufen und so den ursprünglichen Umfang des Betriebs wieder herzustellen.
1885 wurde auf den Grundmauern des alten Gutshauses das „Schloss Randau“ erbaut. Das Gebäude weist eine klassizistische Form auf. Es verfügt über eine Freitreppe und säulengestützte Rundbögen.

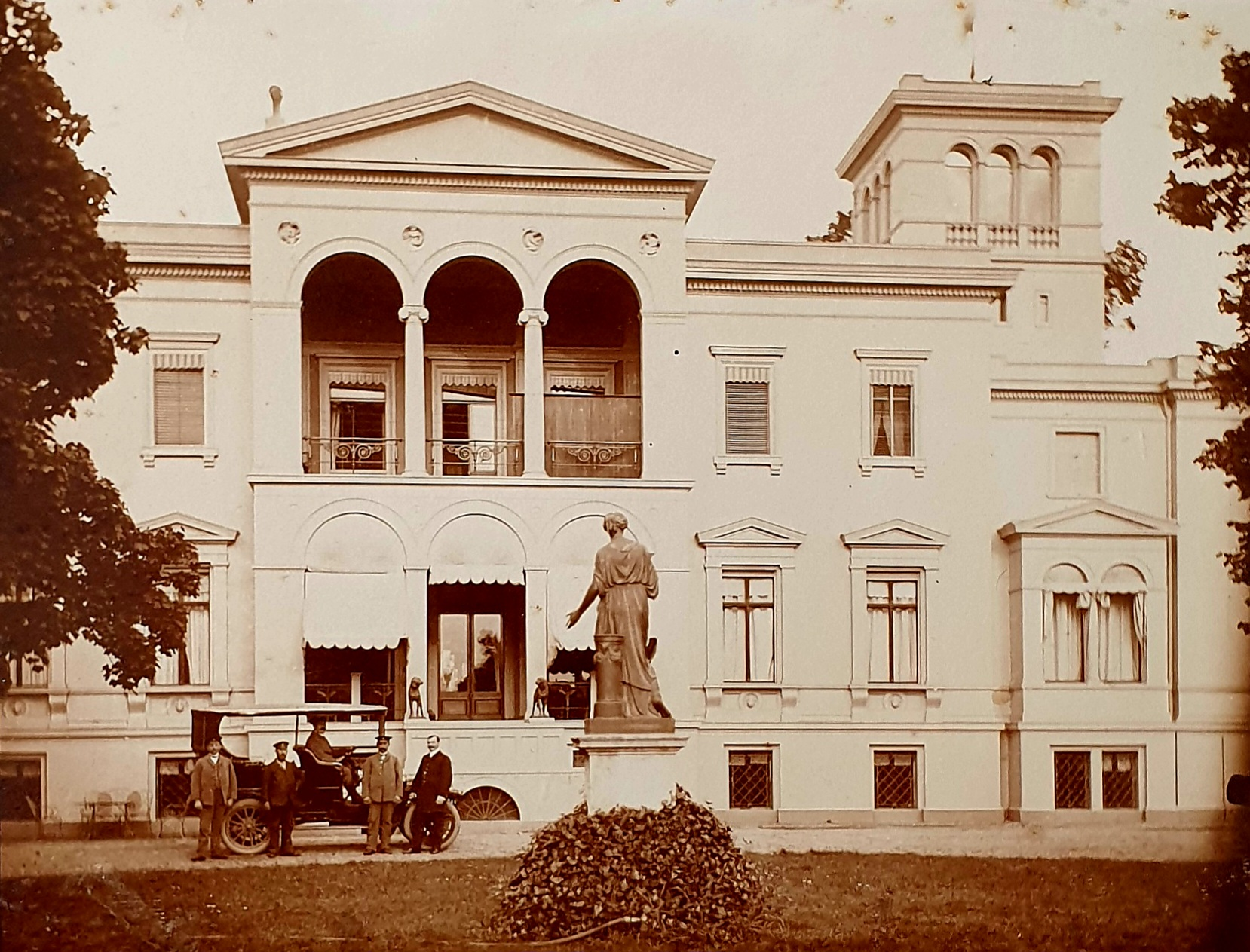
Schloss Randau im Besitz der Familie Hennige

Neben diversen Wirtschaftsgebäuden schließt sich an das Schloss ein großzügiger Schlosspark an. Im Park befanden sich ursprünglich die für solche Parkanlagen typischen Bauten wie ein Obelisk, ein Rondell, Brücke, Voliere, Gewächshaus, ein Erdgrab und auch ein Aussichtsturm.

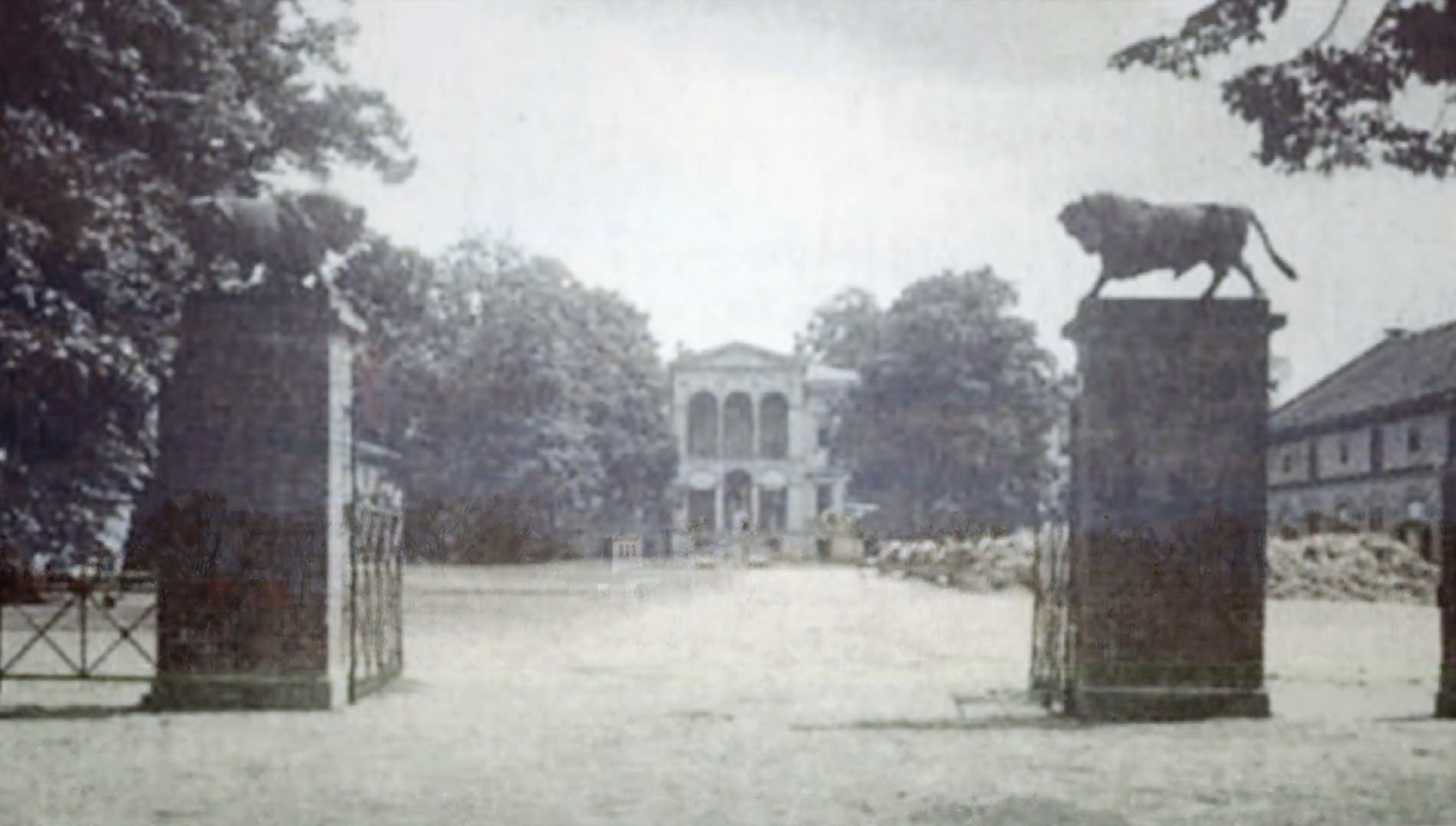
Zufahrt zum Schloss Randau während es im Besitz der Familie Hennige war

In der Zeit um 1890 entstanden an der Schloßstraße noch weitere Wirtschaftsgebäude, die zum Teil bis heute erhalten sind.

## Schloss Randau nach 1945
1968–1984 wurde das Schloss als Grundschule und Kindergarten genutzt, danach wurde es „Station junger Touristen“. 1985 und 1992 erfolgten teilweise Restaurierungen des Gebäudes. Es war zunächst die Einrichtung eines Bildungszentrums geplant. Durch die Insolvenz des Investors Wyborski, der am 30. April 2001 plötzlich und unerwartet verstarb, scheiterte das Projekt. Seither steht das Schloss leer.
Im August 2024 erwarb die Landeshauptstadt Magdeburg das leerstehende Schloss trotz leerer Haushaltskassen. 

## Persönlichkeiten die vor Ort gewirkt haben
- Andreas I. von Alvensleben (1495–1565) war Burgherr auf der Burg Calvörde, von Schloss Eichenbarleben und Schloss Randau, er war Anhänger der Reformation
- Gebhard Johann Achaz von Alvensleben (1764–1840), Gutsherr auf Randau und Woltersdorf. Seine Tochter Amalie (1792–1854) heiratete am 11. September 1832 auf Gut Randau den späteren preußischen Ministerpräsidenten und Kriegsminister, General Ernst von Pfuel.
- Moritz Paul Hennige (* 15. Juni 1839 in Magdeburg; † 22. Juli 1903 in Randau) war ein deutscher Unternehmer und Mäzen und brachte das Rittergut Randau nebst Schloss und Ländereien zu neuer Blüte.